# Bang Hyeon-seok
Pour les articles homonymes, voir Bang.
Bang Hyeon-seok (hangeul : 방현석), né le 3 octobre 1961 à Ulsan en Corée du Sud, est un écrivain sud-coréen. 

## Biographie
Bang Hyeon-seok est né le 3 octobre 1961 à Ulsan en Corée du Sud. Il a été président de la Société des jeunes écrivains eu égard à ses efforts pour comprendre le Viêt Nam, et il continue à consacrer une grande partie de son énergie créative à explorer l'histoire du Viêt Nam. Il fait ses débuts littéraires en 1988 avec sa nouvelle Le premier pas en avant (Naeditneun cheotbareun) publié dans la revue Littérature de la pratique (Silcheon munhak).

## Œuvre
L'un des premiers récit de Bang Hyeon-seok fut Le premier pas en avant (Naeditneun cheotbareun), qui raconte une histoire de travailleurs manuels en insistant sur leur volonté de soutenir la nation. Depuis ces débuts, Bang a continué d'écrire sur le statut de cette classe sociale. Ayant travaillé en usine durant les années 1980 et les années 1990, il écrit sur la pénibilité du travail des ouvriers dans une société néo-capitaliste avec une grande compassion et beaucoup de réalisme étant donné son expérience dans ce même milieu. Après le milieu des années 1990, il a publié plusieurs travaux sur la dictature militaire des années 1980. Son récit Pendant dix ans (Simnyeongan) se concentre sur la dictature yushin avec à sa tête Park Chung-hee ; son récit Votre côté gauche (Dangshinui oenpyeon) est un portrait de la dictature sous Chun Doo-hwan, venu au pouvoir après la violente répression du soulèvement démocratique de mai à Gwangju. Il n'est pourtant pas uniquement un auteur écrivant sur l'histoire coréenne : son récit Forme d'existence est une tentative de « trouver une solution » au problème entre le Viêt Nam et la Corée du Sud, engendré par la participation des Coréens à la guerre du Viêt Nam du côté des Américains. 
En 2003, le Prix Hwang Sun-won lui est décerné pour 존재의 형식 La forme de l'être.